# (5033) Mistral
(5033) Mistral es un asteroide perteneciente al cinturón de asteroides, descubierto el 15 de agosto de 1990 por Eric Walter Elst desde el Observatorio de la Alta Provenza, Saint-Michel-l'Observatoire, Francia.

## Designación y nombre
Designado provisionalmente como 1990 PF. Fue nombrado Mistral en honor al poeta francés de la Provenza, Frederic Mistral, cuya vida entera se dedicó a la restauración del dialecto original de la Langue d'Oc, la lengua de los trovadores.

## Características orbitales
Mistral está situado a una distancia media del Sol de 2,920 ua, pudiendo alejarse hasta 3,079 ua y acercarse hasta 2,760 ua. Su excentricidad es 0,054 y la inclinación orbital 2,511 grados. Emplea 1822,80 días en completar una órbita alrededor del Sol.

## Características físicas
La magnitud absoluta de Mistral es 12,4. Tiene 9,285 km de diámetro y su albedo se estima en 0,296.